# Julio César Jiménez
Julio César Jiménez Tejito (Artigas, 27 de agosto de 1954) é um ex-futebolista uruguaio que atuava como meia.

## Carreira
Baudilio Jáuregui fez parte do elenco da Seleção Uruguaia de Futebol, na Copa do Mundo de  1974. 